# Jaroslav Kristek
Jaroslav Kristek (* 16. März 1980 in Gottwaldov, Tschechoslowakei) ist ein ehemaliger tschechischer Eishockeyspieler.

## Karriere
Jaroslav Kristek begann seine Karriere beim HC Zlín, für den er zwischen 1995 und 1998 in der tschechischen Junioren-Extraliga spielte. Beim NHL Entry Draft 1998 wurde er von den Buffalo Sabres in der zweiten Runde an 50. Stelle ausgewählt. Daraufhin wechselte er auch nach Nordamerika und absolvierte zwei Spielzeiten in der Western Hockey League für die Tri-City Americans, die ihn beim CHL Import Draft desselben Jahres als Gesamtvierten gezogen hatten und für die er 137 Scorerpunkte in 115 WHL-Partien erzielte. Aufgrund dieser Leistung schaffte er es vor der Saison 2000/01 in den AHL-Kader der Rochester Americans, die zu diesem Zeitpunkt das Farmteam der Sabres waren. Neben 125 Einsätzen in der AHL, in denen er 23 Tore erzielte, brachte er es auf sechs NHL-Partien für Buffalo. 2003 kehrte Kristek in seine Heimat zurück und spielte zunächst für den HC České Budějovice, bevor er ein Jahr später zurück in seine Heimatstadt zum HC Hamé Zlín wechselte. Mit diesem Team wurde er in der Saison 2004/05 tschechischer Vizemeister. Nach 26 Spieltagen in der Spielzeit 2006/07 wechselte Kristek dann nach Karlovy Vary und wurde dort 2008 erneut tschechischer Vizemeister. Ein Jahr später gewann er mit Karlovy Vary die tschechische Meisterschaft.
Im Januar 2010 kehrte er im Tausch gegen David Nosek zum HC Zlín zurück, bevor er im September des gleichen Jahres zum HC Košice wechselte. Mit seinem neuen Klub wurde er im April 2011 Slowakischer Meister. Nach diesem Erfolg wechselte er innerhalb der Slowakei zum KHL-Neuling HC Lev Poprad. Nachdem dieser im Januar 2012 keine Chance mehr auf das Erreichen der Play-offs hatte, wurde Kristek an den HC Košice ausgeliehen.
Zwischen 2012 und 2014 stand Kristek beim HK Njoman Hrodna in der belarussischen Extraliga unter Vertrag und gewann mit diesem sowohl 2013, als auch 2014 die belarussische Meisterschaft. Zudem absolvierte er während der Saison 2013/14 acht Spiele für das Partnerteam HK Dinamo Minsk in der KHL.
Zwischen 2018 und 2020 spielte Kristek auf Amateurebene bei Courchevel-Méribel-Pralognan in der französischen Division 2 und von 2021 bis 2022 beim HC Brumov-Bylnice in Tschechien.

### International
Seine ersten internationalen Titelkämpfe erlebte Kristek 1998, als er an der U18-Junioren-Europameisterschaft teilnahm. Zwei Jahre später, bei der U20-Weltmeisterschaft, gewann er mit der tschechischen U20-Auswahl den Weltmeistertitel der U20-Junioren.

## Erfolge und Auszeichnungen
- 2000 U20-Weltmeister
- 2005 Tschechischer Vizemeister mit HC Hamé Zlín
- 2008 Tschechischer Vizemeister mit Karlovy Vary, Top-Torjäger der Playoffs
- 2009 Tschechischer Meister mit Karlovy Vary
- 2011 Slowakischer Meister mit dem HC Košice
- 2013 Belarussischer Meister mit dem HK Njoman Hrodna
- 2014 Belarussischer Meister mit dem HK Njoman Hrodna
- 2015 Gewinn des IIHF Continental Cup mit dem HK Njoman Hrodna
- 2017 Polnischer Pokalsieger mit GKS Tychy
- 2017 Polnischer Vizemeister mit GKS Tychy

## Karrierestatistik
(Legende zur Spielerstatistik: Sp oder GP = absolvierte Spiele; T oder G = erzielte Tore; V oder A = erzielte Assists; Pkt oder Pts = erzielte Scorerpunkte; SM oder PIM = erhaltene Strafminuten; +/− = Plus/Minus-Bilanz; PP = erzielte Überzahltore; SH = erzielte Unterzahltore; GW = erzielte Siegtore; 1 Play-downs/Relegation; Kursiv: Statistik nicht vollständig)